# Wilhelm Momm
Johann Wilhelm Momm (* 27. August 1865 in Barmen (heute Stadtteil von Wuppertal); † 14. November 1935 in Potsdam) war ein deutscher Verwaltungsjurist. Er war Regierungspräsident in Trier, Wiesbaden und Potsdam.

## Leben
Momm war ein Sohn des Kaufmanns Mathias Momm. Er besuchte das Gymnasium in Barmen und studierte nach der Reifeprüfung, die er 1884 als Externer am Apostelgymnasium in Köln ablegte, Rechtswissenschaften in Freiburg im Breisgau und Berlin. 1884 wurde er im Corps Hasso-Borussia Freiburg recipiert. 1887 bis 1888 leistete Momm seinen Militärdienst als Einjährig-Freiwilliger im Westfälischen Ulanen-Regiment Nr. 5 in Düsseldorf. Am 3. Juni 1887 bestand er das Referendarexamen und wurde Gerichtsreferendar, ab 1890 Regierungsreferendar bei der Regierung in Düsseldorf, 1893 Regierungsassessor, Hilfsarbeiter beim Landratsamt in Ottweiler, 1897 bei der Regierung in Trier. Am 18. Juli 1900 wurde er zum kommissarischen Landrat des Kreises St. Wendel bestellt und am 18. Dezember definitiv ernannt. Am 1. April 1906 wurde er Regierungsrat beim Oberpräsidium der Rheinprovinz, 1908 Oberregierungsrat, 1910 Oberpräsidialrat. Ab 1918 war er Regierungspräsident im Regierungsbezirk Trier. Am 5. August 1919 erhielt er seine Versetzung als Regierungspräsident im Regierungsbezirk Wiesbaden. Am 15. Januar 1920 legte er die Geschäfte in Trier nieder. Im August 1922 wurde er durch die französischen Besatzungsbehörden ausgewiesen. Im Juni 1924 wurde Momm Regierungspräsident im Regierungsbezirk Potsdam. 1930 trat er in den Ruhestand.
Er starb im Alter von 70 Jahren und wurde auf dem Waldfriedhof Dahlem beigesetzt. Das Grab ist nicht erhalten. Wilhelm Momm ist der Vater von Harald Momm.